# Elecciones parlamentarias de Gambia de 2012
Las elecciones parlamentarias de Gambia se llevaron a cabo el 29 de marzo de 2012 y fueron las últimas elecciones parlamentarias durante el régimen de Yahya Jammeh. La elección fue por 48 de los 53 escaños de la unicameral Asamblea Nacional, con cinco asientos que son designados por el presidente. El Partido en el poder, la Alianza para la Reorientación y la Construcción Patriótica, obtuvo el 51.82% de los votos y obtuvo 43 de los 53 escaños.

## Antecedentes
Previo a las elecciones, el entonces Presidente de Gambia Yahya Jammeh, declaró que las regiones del país donde su partido no ganaran no recibirían ningún plan de desarrollo, afirmando que "en África la oposición no paga". Esto ayudó a acumularle votos. La oposición, liderada por el Partido Democrático Unificado, y con la excepción del Partido de Reconciliación Nacional, optaron por boicotear la elección.

## Resultados
|                                                | Alianza para la Reorientación y la Construcción Patriótica | 80,289  | 51.82 | 43 | +1 |
|                                                | Partido de Reconciliación Nacional                         | 14,606  | 9.43  | 1  | –  |
|                                                | Independientes                                             | 60,055  | 38.76 | 4  | +3 |
| Total                                          | Total                                                      | 154,950 | 100   | 48 | 0  |
| Votantes registrados/participación             | Votantes registrados/participación                         | 796,929 | 38.71 | –  | –  |
| Fuente: Independent Electoral Commission, IFES |                                                            |         |       |    |    |